# Gucci Vs Guwop
Gucci Vs Guwop — тринадцятий студійний альбом американського репера Gucci Mane, виданий 15 серпня 2014 р. Платівка посіла 62-гу сходинку американського чарту iTunes.
Є четвертою студійною роботою підряд, на час виходу якої виконавець перебував за ґратами, й другою, що містить інтро, записане у в'язниці на телефон. Оригінальний інструментал «RIP Slim Dunkin»: «Live Blasphemous» Джої Феттса з участю Екшна Бронсона (2013). Wale записав куплет з «Used to It» наприкінці 2011.

## Список пісень
| #   | Назва                                       | Продюсер(и)       | Тривалість |
| --- | ------------------------------------------- | ----------------- | ---------- |
| 1.  | «Intro»                                     | Zaytoven          | 2:08       |
| 2.  | «Heysus»                                    |                   | 3:12       |
| 3.  | «Horror Flick»                              | Mike Will Made It | 3:19       |
| 4.  | «Mob Shit»                                  | Zaytoven          | 2:47       |
| 5.  | «Boss Shit» (з участю Young Scooter)        | Zaytoven          | 2:59       |
| 6.  | «Used to It» (з участю Wale)                | Mike Will Made It | 3:13       |
| 7.  | «She Fuckin Errbody» (з участю Gorilla Zoe) | Zaytoven          | 2:40       |
| 8.  | «Drop My Top»                               | Zaytoven          | 2:57       |
| 9.  | «White Diamonds» (з участю Wooh da Kid)     | Mike Will Made It | 2:18       |
| 10. | «Mean That Shit»                            | Zaytoven          | 1:09       |
| 11. | «Coconut Ciroc» (з участю It's Wurk)        | Zaytoven          | 2:39       |
| 12. | «Ridin Foreign»                             | Young Chop        | 3:20       |
| 13. | «RIP Slim Dunkin»                           | Childish Major    | 3:01       |